# Lücongpo (köpinghuvudort i Kina, Hubei Sheng, lat 30,82, long 110,25)
Lücongpo (kinesiska: 绿葱坡, 绿葱坡镇) är en köpinghuvudort i Kina. Den ligger i provinsen Hubei, i den centrala delen av landet, omkring 390 kilometer väster om provinshuvudstaden Wuhan. Antalet invånare är 22 533. Befolkningen består av 10 455 kvinnor och 12 078 män. Barn under 15 år utgör 12,0 %, vuxna 15-64 år 75 %, och äldre över 65 år 11,0 %.
Runt Lücongpo är det ganska tätbefolkat, med 139 invånare per kvadratkilometer. Närmaste större samhälle är Chadianzi, 14,0 km nordost om Lücongpo. I omgivningarna runt Lücongpo växer i huvudsak blandskog.
Genomsnittlig årsnederbörd är 1 561 millimeter. Den regnigaste månaden är september, med i genomsnitt 241 mm nederbörd, och den torraste är december, med 23 mm nederbörd.